# Protomicrocotyle manteri
Protomicrocotyle manteri är en plattmaskart. Protomicrocotyle manteri ingår i släktet Protomicrocotyle och familjen Protomicrocotylidae. Inga underarter finns listade i Catalogue of Life.